# Le Boulou
Le Boulou (in catalano El Voló) è un comune francese di 5 484 abitanti situato nel dipartimento dei Pirenei Orientali nella regione dell'Occitania.

## Geografia fisica

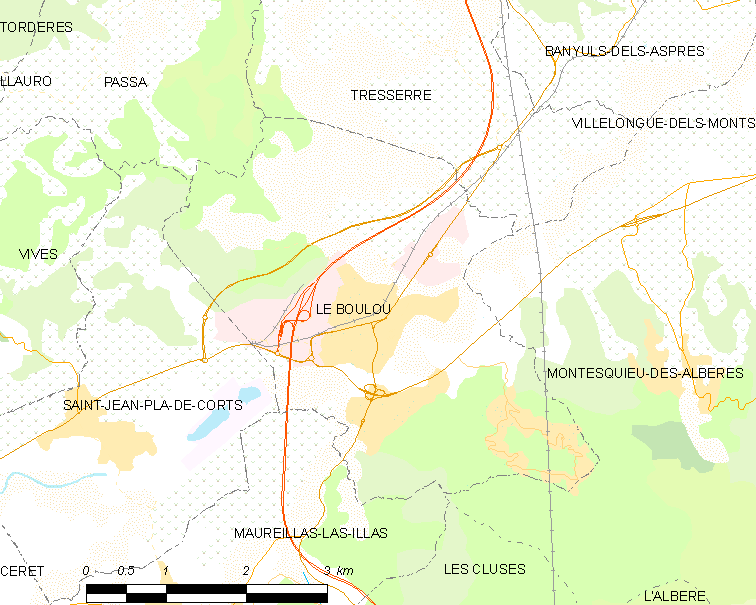
Situazione di Le Boulou

## Società

### Evoluzione demografica
Abitanti censiti